# Marta Alech Coll
Marta Alech Coll (Figueres, Alt Empordà, 11 de gener de 1990) és una jugadorta de tennis de taula catalana.
Començà a practicar el tennis de taula als vuits anys i es formà al Club Tennis Taula Bàscara. També ha residit al Centre d'Alt Rendiment de Sant Cugat del Vallès. En categoria juvenil, aconseguí la medalla d'argent en dobles femenins, fent parella amb Carmen Solichero, i la de bronze en equips femenins, a l'Open júnior de Veneçuela (2007). Competint amb el CTT Bàscara, es proclamà subcampiona de la Divisió d'Honor de tennis de taula (2012-13, 2013-14).